# Buru (eiland)
Buru of Boeroe is een (nog) sterk bebost eiland in de Indonesische eilandengroep de Molukken (provincie Molukken). Het is 9505 km² groot en het hoogste punt is 2428 m. Het ligt ten westen van Seram, waarvan het gescheiden wordt door de Straat Manipa. De plaatsen Namlea en Namrole zijn de administratieve centra op het eiland. Dit zijn plaatsen met zeehavens en bij Namlea is een militaire vliegbasis waar ook burgerluchtverkeer mogelijk is.

## Bevolking en bestaansmiddelen
Een derde van de bevolking is inheems waaronder ook mensen afkomstig uit de naburige eilanden. Het overige twee derde deel van de bevolking bestaat uit immigranten van Java en verder weg gelegen eilanden binnen de Molukken. Er zijn ongeveer evenveel aanhangers van de Soennitische Islam als Christenen, met een minderheid die vasthoudt aan traditionele rituelen. Onderling worden diverse lokale talen gesproken, de officiële taal is het Bahasa Indonesia. Er is weinig industrie op het eiland. Landbouw is de voornaamste bestaansbron. Er worden bonen, rijst, mais, zoete aardappels, cacao, koffie, kruidnagelen en muskaat verbouwd. Verder zijn visserij en veeteelt van belang.

## Geschiedenis
De eerste vermelding van het eiland dateert uit 1365 uit de periode van het Koninkrijk Majapahit. Tussen 1658 en 1942 werd het eiland gekoloniseerd door Nederland, eerst door de Vereenigde Oostindische Compagnie (VOC) en na 1800 als Nederlandse kolonie en in de 20ste eeuw als onderdeel van de overzeese rijksdelen. Onder VOC bestuur werden de bewoners van dorpjes verplaatst naar nederzettingen rond een fort aan de Kayelibaai (Teluk Kajeli) in het noordoosten om te werken op kruidnagelplantages. Bestaande hiërarchisch verhoudingen werden versterkt waarbij dorps- en clanhoofden ondergeschikt werden gemaakt aan plaatselijke heersers die loyaal waren aan de VOC en later aan de Nederlandse overheid.
Pas in 1915 werd het eiland nadrukkelijk onder Nederlands gezag gebracht, administratief ingedeeld en onderhield de KPM een bootdienst met Ambon, andere eilanden in de Molukken en Makassar. Tot ver in de 20ste eeuw was het eiland verder weinig ontwikkeld.
Naast enkele zendelingen in Namlea en Tifoe, de posthouder en misschien een enkele planter aan de noordkust (..) waren er slechts Europese passanten: een wetenschapper als de Duitse professor Deninger, of expedities van KNIL-militairen die het Nederlandse gezag moesten handhaven. Slechts één keer per maand werd het eiland aangedaan door een postboot die dan aanmeerde in plaatsen als Oki en Tifoe. Het verblijf van de Europeanen kenmerkte zich door een groot isolement en vele ontberingen.
Tussen 1942 en 1945 werd het eiland bezet door de Japanners en in 1950 behoorde het tot de onafhankelijke republiek Indonesië. Tijdens het regiem van generaal Soeharto in de jaren 1960 en 1970 werden duizenden politieke gevangenen op het eiland geïnterneerd. Onder hen was de bekende schrijver Pramoedya Ananta Toer. Hij schreef daar zijn Buru-tetralogie (Aarde der mensen, Kind van alle volken, Voetsporen en Het glazen huis)

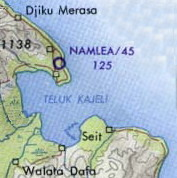
De Kayelibaai (Teluk Kajeli)
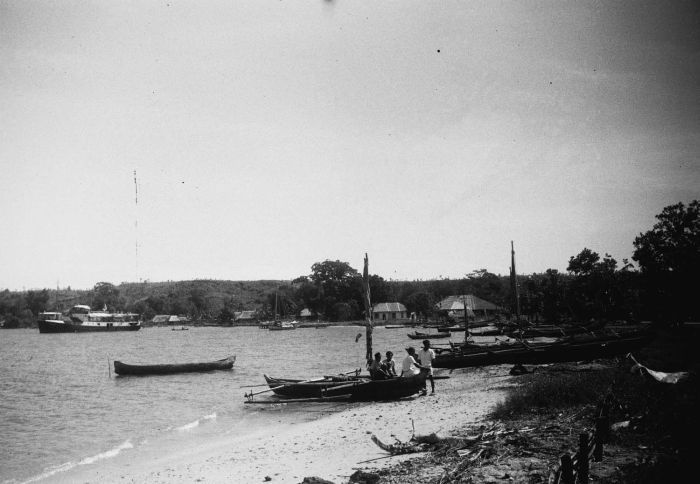
De Kayelibaai in juli 1949
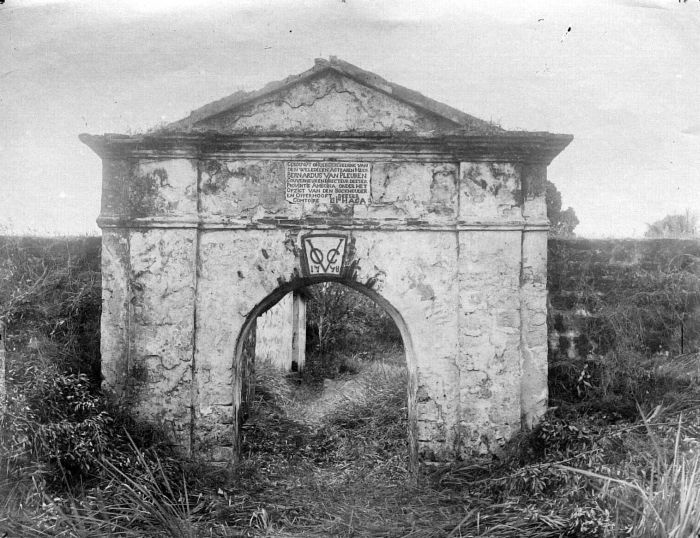
Foto uit 1921, de resten van een in 1748 gebouwd fort van de VOC aan de Kayelibaai

## Flora en fauna
Volgens een studie uit 2010 was 60% van het eiland bedekt met primair regenwoud, slecht 0,51% was secundair bos en 0,9% bestond uit mangrovebos. Een aanzienlijk deel (23%) was bedekt met struikgewas en slechts 5,8% was open landschap. Het regenwoud bestaat uit veel soorten uit de familie van de plankwortelbomen (Dipterocarpaceae).
Het eiland herbergt een rijke flora en fauna. Er komen 225 vogelsoorten voor, waaronder 17 endemische soorten waaronder een ondersoort van het zwart boshoen (Megapodius freycinet buruensis), burudwergijsvogel (Ceyx cajeli) en buruvlagstaartpapegaai (Prioniturus mada), bovendien 9 soorten op de Rode Lijst van de IUCN waaronder de ernstig bedreigde burulori (Charmosyna toxopei), tevens een endemische soort.
De volgende zoogdieren komen er voor: muskusspitsmuis (Suncus murinus, prehistorisch geïntroduceerd), Maleise civetkat (Viverra tangalunga, prehistorisch geïntroduceerd), Javaans hert (Cervus timorensis, geïntroduceerd), Huismuis (geïntroduceerd), Pacifische rat (Rattus exulans, geïntroduceerd), Zwarte rat (Rattus rattus, geïntroduceerd), gouden babiroesa (Babyrousa babyrussa), (prehistorisch geïntroduceerd), Wild zwijn (Sus scrofa, geïntroduceerd), Phalanger orientalis, Spilocuscus maculatus, Dobsonia moluccensis, Dbosonia viridis, Macroglossus minimus, Nyctimene cephalotes, Pteropus chrysoproctus, Pteropus melanopogon, Pteropus ocularis, Pteropus temmincki, Rousettus amplexicaudatus, Emballonura nigrescens, Taphozous melanopogon, Aselliscus tricuspidatus, Hipposideros ater, Hipposideros diadema, Rhinolophus arcuatus, Rhinolophus euryotis, Miniopterus australis, Murina florium, Myotis ater en Pipistrellus petersi.